# 31238 Kroměříž
(31238) Kroměříž, denumire internațională (31238) Kromeriz, este un asteroid din centura principală de asteroizi.

## Descriere
31238 Kroměříž este un asteroid din centura principală de asteroizi. A fost descoperit pe 21 februarie 1998 la Observatorul Kleť de Jana Tichá și Miloš Tichý. Asteroidul prezintă o orbită caracterizată de o semiaxă mare de 3,36 ua, o excentricitate de 0,03 și o înclinație de 3,1° în raport cu ecliptica.